# Mirandaphera
Mirandaphera là một chi ốc biển, là động vật thân mềm chân bụng sống ở biển trong họ Cancellariidae.

## Các loài
Các loài trong chi Mirandaphera gồm có:
- Mirandaphera arafurensis (Verhecken, 1997)[2]
- Mirandaphera cayrei Bouchet & Petit, 2002[3]
- Mirandaphera maestratii Bouchet & Petit, 2002[4]
- Mirandaphera tosaensis (Habe, 1961a)[5]